# Stazione di Gion-Shijō
La stazione di Gion-Shijō (祇園四条駅?, Gion-Shijō-eki) è una stazione ferroviaria delle Ferrovie Keihan situata nel quartiere di Higashiyama-ku della città di Kyoto nella prefettura omonima, in Giappone. La stazione è servita dalla linea principale Keihan ed è dotata di 2 binari passanti sotterranei. Uscendo in superficie, attraversando il ponte sul fiume Kamo e in un altro paio di minuti a piedi, si può raggiungere anche la stazione di Kawaramachi delle Ferrovie Hankyū.

## Storia
La stazione fu inaugurata il 27 ottobre 1915. I binari e il fabbricato viaggiatori vennero spostati in sotterraneo il 24 maggio 1987. Il nome originale della stazione era stazione di Shijō (四条駅?, Shijō-eki), dal nome della strada che si trova fuori dalla stazione.
Tuttavia, con l'apertura della metropolitana di Kyoto, era presente un'altra stazione con lo stesso nome, quella di Shijō. Alla fine la stazione delle ferrovie Keihan venne rinominata "Gion-Shijō" nell'ottobre 2008, quando venne aperta anche la linea Keihan Nakanoshima.

## Linee e servizi

### Treni
Ferrovie Keihan
● Linea principale Keihan

## Struttura
La stazione è costituita da una banchina centrale a isola con due binari passanti sotterranei.
| 1  | ● Linea principale Keihan | per Sanjō e Demachiyanagi                                                            |
| ２ | ● Linea principale Keihan | per Tambahashi, Hirakatashi, Kyōbashi, Yodoyabashi o Nakanoshima (linea Nakanoshima) |

## Stazioni adiacenti
| «                       | Servizio                                              | »                       |
| Linea principale Keihan | Linea principale Keihan                               | Linea principale Keihan |
| ----------------------- | ----------------------------------------------------- | ----------------------- |
| Kiyomizu-Gojō           | Locale Subespresso Subespresso pendolari Espresso     | Sanjō                   |
| Fushimi-Inari           | Espresso Rapido Esp. Rap. pendolari Espresso Limitato | Sanjō                   |